# Ruda Wieczyńska
Ruda Wieczyńska – wieś w Polsce położona w województwie wielkopolskim, w powiecie pleszewskim, w gminie Gizałki.
W latach 1975–1998 miejscowość administracyjnie należała do województwa kaliskiego.